# اتحادیه فوتبال سوئیس
اتحادیه فوتبال سوئیس (انگلیسی: Swiss Football Association) بالاترین نهاد اداره‌کننده فوتبال در کشور سوئیس است که در سال ۱۸۹۵ میلادی بنیان نهاده شد و نه سال پس از آن به عضویت رسمی فیفا درآمد. این نهاد تنظیم‌کننده نظام لیگ‌های فوتبال سوئیس و اداره‌کننده تیم ملی سوئیس در تمام رده‌های ملی (مردان و زنان) است. مقر اصلی این نهاد در شهر برن واقع شده‌است. این نهاد یکی از ارکان اصلی تشکیل دهنده فدراسیون بین‌المللی فوتبال فیفا و یوفا است.